# Philodromus pesbovis
Philodromus pesbovis är en spindelart som beskrevs av Lodovico di Caporiacco 1949. Philodromus pesbovis ingår i släktet Philodromus och familjen snabblöparspindlar.
Artens utbredningsområde är Kenya. Inga underarter finns listade i Catalogue of Life.